# Ciclone Tracy
O ciclone Tracy foi um ciclone tropical que devastou a cidade de Darwin, Território do Norte, Austrália, entre a Véspera de Natal e o Natal de 1974. Tracy foi o ciclone tropical mais compacto na história registrada, com ventos fortes estendendo-se apenas 48 km do seu centro. Após formar-se sobre o Mar de Arafura, a tempestade moveu-se para o sul e afetou Darwin como um ciclone tropical equivalente a um furacão de categoria 4 na escala de furacões de Saffir-Simpson, embora há evidências de que o ciclone tenha alcançado a intensidade equivalente a um furacão de categoria 5 quando Tracy fez landfall.
Tracy causou 71 fatalidades e causou $ 837 milhões de dólares australianos (valores em 1974) e destruiu mais de 70% de todas as construções em Darwin. Dos 49 000 habitantes da cidade naquela época, o ciclone deixou mais de 20 000 desabrigados. Cerca de 30 000 foram levados para outras cidades australianas, tais como Adelaide, Whyalla, Alice Springs e Sydney e muitos nunca retornaram para a cidade. Após a tempestade, a cidade foi reconstruída usando os materiais mais modernos e técnicas de construção atualizadas. Bruce Stannard, do The Age, disse que o ciclone Tracy foi um "desastre de primeira magnitude... sem paralelo na História da Austrália."